# Neivamyrmex tristis
Neivamyrmex tristis är en myrart som först beskrevs av Auguste-Henri Forel 1901.  Neivamyrmex tristis ingår i släktet Neivamyrmex och familjen myror. Inga underarter finns listade i Catalogue of Life.